# Saiyuki Reload Burial
Saiyuki Reload Burial (最遊記RELOAD, Gensômaden Saiyuki), couramment appelé les OAV Saiyuki, est une suite de 3 OAV diffusé au Japon en 2007[réf. nécessaire] et créé à partir du manga Gensômaden Saiyuki dessiné par Kazuya Minekura lui-même basé sur le célèbre roman chinois du Le Voyage en Occident (Saiyuki en japonais). 
La série d'OAV se décompose en trois parties qui reprennent des chapitres du volume 3 Saiyuki Reload sorti aux éditions Génération Comics, filiale de Panini Comics France. Les OAV n'ont pas été commercialisées en France.

## OAV 1 Livre d'Ukoku
Dans la première partie, on y découvre un lien entre le sanzô Ukoku (alias professeur Ni) et le sanzô Komyo(le maître de Sanzo). Ils se rencontrent quand Godai sanzô, le possesseur du sûtra du néant, veut désigner son successeur. Ukoku qui est un de ces disciples tue son maître et devient ainsi sanzô à son tour, mais un sanzô sans Chakra.
Dans la deuxième partie, le spectateur retrouve un Sanzô au regard vide qui cherche le sûtra volé à son maître, il va voir la trinité bouddhique qui lui demande d'aller au temple « Chan'ga » pendant qu'ils enquêtent sur le sûtra. Après l'attaque du temple par des bandits cherchant à se venger de Sanzô et la mort de Sojo, Sanzô assume enfin son rôle et prend la direction du temple. Peu de temps après il commence à entendre une voix...

## OAV 2 L'histoire de Son Goku
Ce deuxième OAV montre comment Sanzo a retrouvé Goku après 500 ans (dont une bonne demi-journée de marche dans la montagne et d'escalade). Ce dernier va revenir au temple, mais il va devoir se cacher car la trinité bouddhique n'a pas encore statué sur son sort, et, Sanzo ne sait pas s'il a la permission de le garder.
Sanzo va apprendre la véritable nature de Goku : le seiten taisen (littéralement le grand sage du ciel pur) une créature mythique qui du fait qu'elle est obligée de porter un contrôleur de force et du fait qu'elle est très forte est très souvent prise pour un Yokai. 

## OAV 3 L'histoire de Gojyo et Hakkai
Ce troisième OAV montre comment les héros ont vécu après de se rencontrer, mais avant de partir en Pèlerinage vers l'Ouest. L'OAV commence vraiment quand Hakkai rencontre un ancien ami de Gojyo bandi. Ce dernier est menacé par une bande de voleurs et compte bien sur son ancien « ami » pour le sortir de là, quitte à ce que ce dernier ait de sérieux ennuis. 
Cette aventure marque un tournant dans la relation entre les 2 protagonistes principaux puisque non seulement Gojyo perdra son sentiment de gêne vis-à-vis d'Hakkai (En effet c'est Hakkai qui s'occupe de tout à la maison et comme il n'y ait pas habitué cela le gênait) mais en plus il lui accordera une confiance sans borne! Bien que ça soit seulement suggéré on pense que cet épisode s'est passé au début de l'hiver et a eu lieu très peu de temps avant l'épisode dans lequel Goku refuse de sortir dehors à cause de la neige.

## Trinité bouddhique
Sur le terme de « trinité bouddhique », dans les statues bouddhiques, ce terme pourrait désigner Bouddha, vajrapani et un moine,